# DVB-S
DVB-S je první generace standardu DVB - digitálního televizního vysílání přes satelit. Je používán v celé Evropě a ve větší části zbytku světa. Pro transport obrazových a zvukových streamů včetně doprovodných dat (teletext, EPG), je použita modulace QPSK. Samotná DVB-S počítá pouze s obrazovou kompresí MPEG 2 a zvukovým kodekem MPEG 1 layer I/II, aby se zajistila předepsaná kompatibilita s DVB-S přijímači, protože ty jiné kodeky neumí. Rozšíření přišlo až s normou DVB-S2.